# Maria Teresa Dias Furtado
Maria Teresa Dias Furtado (Lagos, 1948) é uma Professora Associada da Faculdade de Letras da Universidade de Lisboa e tradutora portuguesa. Concluiu a Licenciatura em Filologia Germânica, com uma tese sobre Paul Celan, e doutorou-se em Literatura Alemã, com uma dissertação sobre Horderlin.
Lecciona Literatura Alemã e tradução literária do alemão e tem publicado artigos da sua especialidade, bem como sobre Poesia Portuguesa Contemporânea. Deu à estampa várias traduções de algumas obras de Holderlin e Rilke, acompanhadas de prefácios de sua autoria. Publicou em 2002 um diálogo poético com António Ramos Rosa, intitulado O Alvor do Mundo.

## Obras
- Livro de ritmos (2007)